# Pinus dioica
Pinus dioica là một loài thực vật hạt trần trong họ Pinaceae. Loài này được Vell. mô tả khoa học đầu tiên năm 1831.